# Cryptohelcostizus caudatus
Cryptohelcostizus caudatus là một loài tò vò trong họ Ichneumonidae.